# Эдвардс, Тревор
Тревор Эдвардс (англ. Trevor Edwards; 24 января 1937, Ронта, Гламорган — 30 мая 2024, Квинсленд) — валлийский футболист, играл на позиции защитника.
Выступал, в частности, за клуб «Кардифф Сити», а также национальную сборную Уэльса. Обладатель Кубка Уэльса.

## Клубная карьера
Во взрослом футболе дебютировал в 1956 году выступлениями за команду клуба «Чарльтон Атлетик», в которой провёл четыре сезона, приняв участие в 64 матчах чемпионата.
Своей игрой привлёк внимание представителей тренерского штаба клуба «Кардифф Сити», к составу которого присоединился в 1960 году. Отыграл за валлийскую команду следующие четыре сезона своей карьеры.
В 1964 году перебрался в Австралию, где продолжил футбольные выступления в составе «Хакоах Сидней». После пяти сезонов, проведённых в этой команде, на сезон присоединялся к «Мелита Иглз».
Завершил профессиональную игровую карьеру в другом австралийском клубе «Маркони Стэллионс», за команду которого выступал в течение 1970—1972 годов.

## Выступления за сборную
В 1958 году дебютировал в официальных матчах в составе национальной сборной Уэльса. В течение того года провёл в форме главной команды страны 2 матча, а также был включен в финальную заявку валлийцев на чемпионат мира в Швеции.

## Смерть
Умер в мае 2024 года в Квинсленде в возрасте 87 лет.

## Титулы и достижения
- Обладатель Кубка Уэльса:

«Кардифф Сити»: 1963/64